# Pellenini
Pellenini è una tribù di ragni appartenente alla Sottofamiglia Pelleninae della Famiglia Salticidae dell'Ordine Araneae della Classe Arachnida.

## Distribuzione
I sette generi oggi noti di questa tribù sono pressoché cosmopoliti: l'unico continente in cui non sono stati rinvenuti esemplari di questi generi è l'America meridionale.

## Tassonomia
A dicembre 2010, gli aracnologi riconoscono sette generi appartenenti a questa tribù:
- Habronattus F. O. P.-Cambridge, 1901 — America settentrionale e centrale (97 specie)
- Havaika Prószyński, 2002 — Isole Hawaii, Isole Marchesi (12 specie)
- Iranattus Prószyński, 1992 — Iran (1 specie)
- Mogrus Simon, 1882 — Africa, Eurasia (27 specie)
- Monomotapa Wesolowska, 2000 — Zimbabwe (1 specie)
- Paraneaetha Denis, 1947 — Egitto (1 specie)
- Pellenes Simon, 1876 — Africa, Eurasia, America settentrionale, Australia (81 specie)